# Heippes
Heippes est une commune française située dans le département de la Meuse, en région Grand Est.

## Géographie
- Heippes est située sensiblement à mi-distance de Bar-le-Duc et de Verdun, sur le versant d’un coteau incliné sud-nord et traversée par la Voie sacrée, nom glorieux de la route qui relia Bar-le-Duc à Verdun en 1916 pour ravitailler le front.
- L'agglomération s’étale à l’ouest de la Voie sacrée, présentant une forme triangulaire avec deux rues principales qui se rejoignent sur la place du village et sur lesquelles aboutissent des rues secondaires.
- Le territoire de la commune est sur la ligne de partage des eaux des bassins de la Seine et de la Meuse, puisque deux ruisseaux y prennent leur source ; le ruisseau de Récourt, affluent de la Meuse et le Flabussieux, affluent de l’Aire.
- Le territoire de 1 048 hectares est accidenté, avec un point culminant à 347 m d’altitude.
- Avec 390 ha de forêts, les bois ont toujours constitué la richesse de Heippes où son industrie y était prospère. On y rencontrait des sabotiers, des fabricants de bois de brosse, de râteaux, des manches d’outils, des charbonniers et sans oublier de nombreux bûcherons. Il se raconte qu'en 1823, l'un d'entre eux nommé Collot trouva dans la forêt, un vase d’étain renfermant 300 pièces de monnaie françaises (Henri IV), lorraines, bavaroises et autrichiennes.
- Autrefois, Heippes était constitué de vastes étendues de friches qui faisaient songer à un pauvre sol. Cela se vérifie dans la statistique de 1706 où il est rapporté qu’il ne reste plus de grain aux laboureurs quand ils ont payé « leur canon » (fermage). De même dans le cahier de doléances de 1789, les habitants annoncent qu’ils n’ont même pas récolté pour leur semences, qu’ils devront manger du pain d’avoine, nourriture ordinaire des chevaux et que les pauvres gens seront obligés de s’égorger pour avoir un morceau de pain.

Extrait d'un article de L. Lavigne, paru en 1949 dans La Meuse Agricole, à la rubrique « En parcourant nos villages meusiens ».

### Hydrographie
La commune est traversée par la ligne de partage des eaux entre les bassins versants de la Meuse et de la Seine au sein respectivement du bassin Rhin-Meuse et du bassin Seine-Normandie. Elle est drainée par le ruisseau de Recourt et le ruisseau de Flabussieux,.
Le ruisseau de Recourt, d'une longueur de 13 km, prend sa source dans la commune  et se jette  dans la Meuse à Tilly-sur-Meuse, après avoir traversé cinq communes.

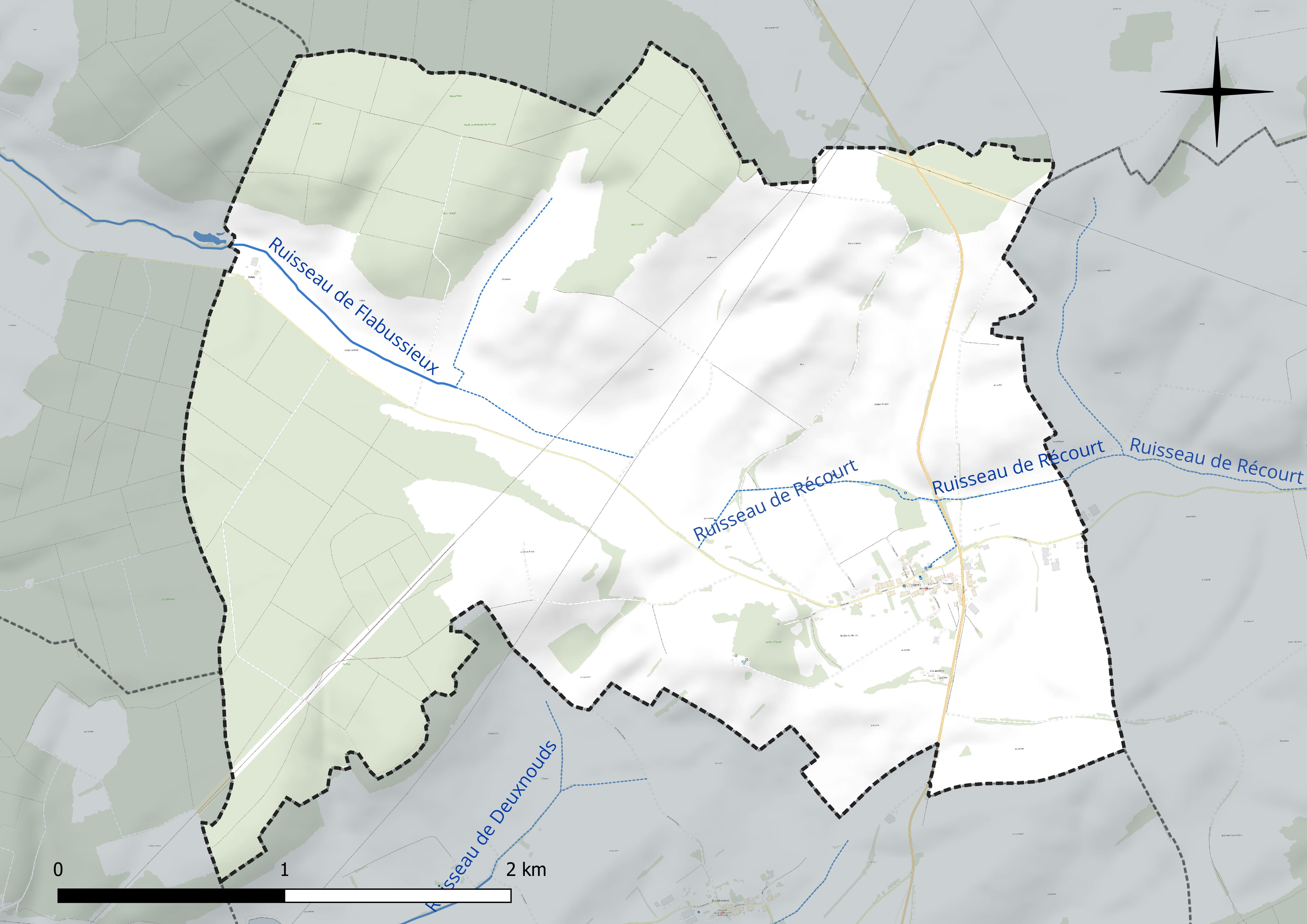
Réseau hydrographique d'Heippes.

### Climat
Pour des articles plus généraux, voir Climat du Grand Est et Climat de la Meuse.
En 2010, le climat de la commune est de type climat de montagne, selon une étude du Centre national de la recherche scientifique s'appuyant sur une série de données couvrant la période 1971-2000. En 2020, Météo-France publie une typologie des climats de la France métropolitaine dans laquelle la commune est exposée à un climat océanique altéré et est dans la région climatique Lorraine, plateau de Langres, Morvan, caractérisée par un hiver rude (1,5 °C), des vents modérés et des brouillards fréquents en automne et hiver.
Pour la période 1971-2000, la température annuelle moyenne est de 9,5 °C, avec une amplitude thermique annuelle de 15,9 °C. Le cumul annuel moyen de précipitations est de 1 049 mm, avec 13,9 jours de précipitations en janvier et 9,8 jours en juillet. Pour la période 1991-2020, la température moyenne annuelle observée sur la station météorologique de Météo-France la plus proche, « Chaumont_sapc », sur la commune de Chaumont-sur-Aire à 8 km à vol d'oiseau, est de 10,8 °C et le cumul annuel moyen de précipitations est de 850,0 mm. 
La température maximale relevée sur cette station est de 41,1 °C, atteinte le 25 juillet 2019 ; la température minimale est de −15,5 °C, atteinte le 20 décembre 2009,,.
Les paramètres climatiques de la commune ont été estimés pour le milieu du siècle (2041-2070) selon différents scénarios d'émission de gaz à effet de serre à partir des nouvelles projections climatiques de référence DRIAS-2020. Ils sont consultables sur un site dédié publié par Météo-France en novembre 2022.

## Urbanisme

### Typologie
Au 1er janvier 2024, Heippes est catégorisée commune rurale à habitat dispersé, selon la nouvelle grille communale de densité à sept niveaux définie par l'Insee en 2022.
Elle est située hors unité urbaine. Par ailleurs la commune fait partie de l'aire d'attraction de Verdun, dont elle est une commune de la couronne,. Cette aire, qui regroupe 103 communes, est catégorisée dans les aires de moins de 50 000 habitants,.

### Occupation des sols
L'occupation des sols de la commune, telle qu'elle ressort de la base de données européenne d’occupation biophysique des sols Corine Land Cover (CLC), est marquée par l'importance des territoires agricoles (62,9 % en 2018), une proportion identique à celle de 1990 (62,9 %). La répartition détaillée en 2018 est la suivante : 
terres arables (55,2 %), forêts (37,1 %), prairies (7,7 %). L'évolution de l’occupation des sols de la commune et de ses infrastructures peut être observée sur les différentes représentations cartographiques du territoire : la carte de Cassini (XVIIIe siècle), la carte d'état-major (1820-1866) et les cartes ou photos aériennes de l'IGN pour la période actuelle (1950 à aujourd'hui).

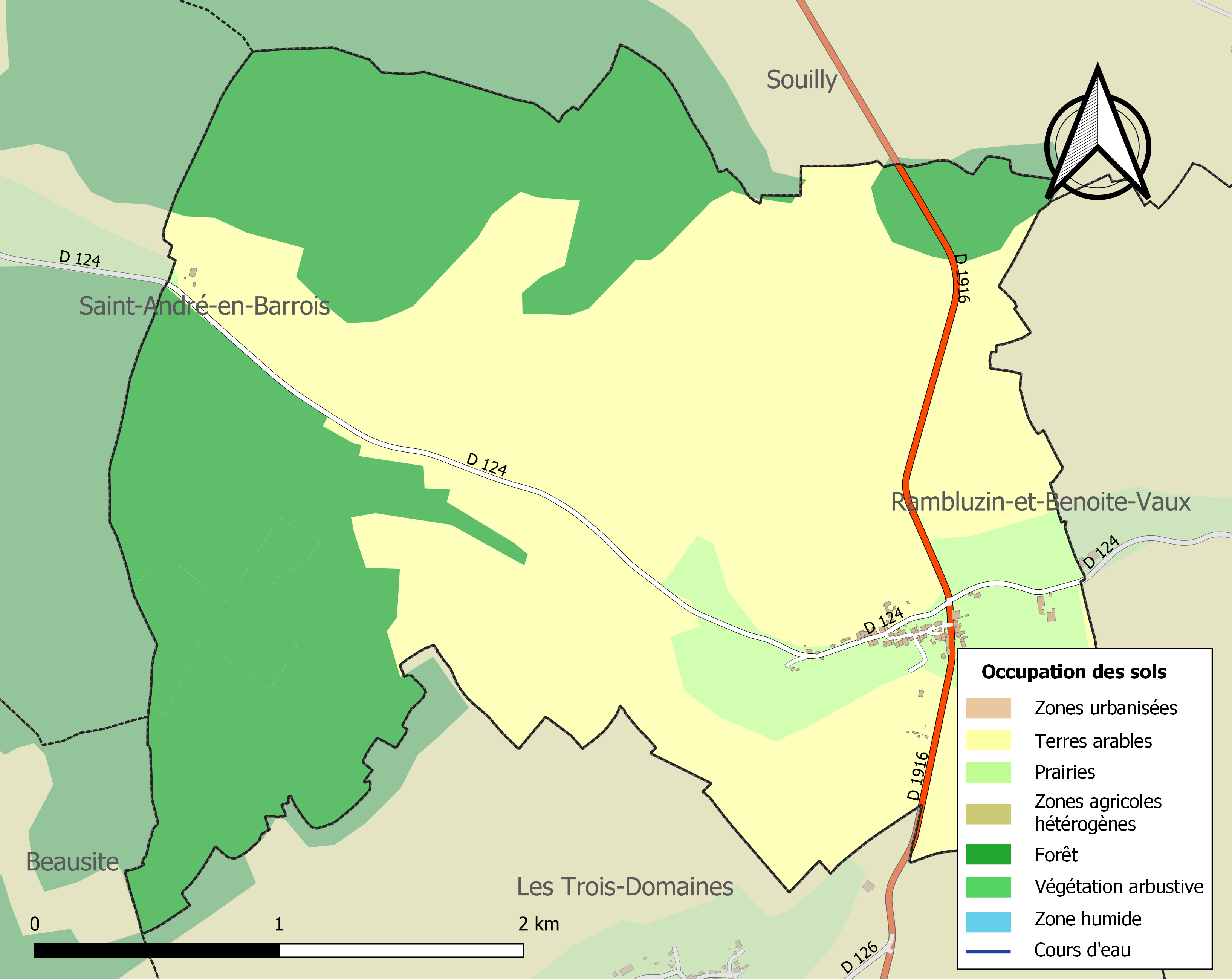
Carte des infrastructures et de l'occupation des sols de la commune en 2018 (CLC).

## Toponymie
- Aucune autre commune ne porte le nom « Heippes » en France.
- Il a été relevé les orthographes suivantes : Espeium (1199), Heppe (1200), Heipes (1259), Heippe (1336), Heyppes (1338), Heippes (1502), Heppes (1610), Hyeppes (1642), Hieppes (1738), Heppiæ (1738), Heippe (1793)[15].
- En patois, on prononçait Haïeppe avec le H fortement aspiré.

## Histoire
Au XIIe siècle, l’évêque de Verdun Albert Ier de Mercy (1156-1162) avait notifié plusieurs donations faites à l’abbaye de l'Isle-en-barrois par Raoul d’Apremont à pour des pâtures du diocèse de Verdun (Rambluzin, Heippes et Bulainville).
Dès 1282, le comte de Bar en sera le seul seigneur et à cette date, Jean de Bar rendra hommage au roi de France pour ses terres de Souilly, Osches, Rambluzin, Issoncourt et Heippes. Cette période est obscure car Heippes est mentionné à la fois faisant partie des prévôtés barroises de Bar et de Souilly. Le bailliage de Bar-le-Duc était subdivisé en plusieurs prévôtés. En 1708, il y en avait 6. Celle de Bar, celui de Souilly, de Pierrefitte, de Ligny, de Morley et Longeville.
À partir de 1301, la rive gauche de la Meuse est sous suzeraineté du roi de France, dont le duc de Bar est par conséquent le vassal. Une maison de la justice royale est ainsi attestée à Heippes au XVIIe siècle (jusqu'à l'édit de juin 1751).
Le XVIIe siècle fut néfaste à Heippes qui fut décimé par le choléra en 1632. Plus tard, en 1638, les habitants durent s’enfuir devant les Croates et le village est déserté par sa population jusqu'en 1644. Un chroniqueur contemporain note : « le peuple est par les bois, en raison de grandes contributions, meurtres, brûlements, rançonnements »
En 1777, le château appartenait à M. de Grand-Fèvre, procureur du roi à Verdun. Comme Heippes était un gîte d’étapes, la communauté voulut l’acheter pour utiliser à abriter convois et voyageurs et pour y loger un détachement de la maréchaussée. Cet achat ne se fit pas.
Sous la Révolution, à part quelques réactions, tout se passa dans le calme. Les cahiers de doléances sont signés du curé Vautrin, du syndic François et de trois élus, Patin, Gervaise et Thierry, ancien maître d’école à Heippes.
À la fin de l'Empire, les 21, 22 et 23 janvier 1814, lors de la campagne de France, le Maréchal Marmont, duc de Raguse, campa à Souilly, Issoncourt et Heippes, avec 30 000 hommes. En 1818, à la fin de l’occupation, 60 000 Prussiens et Russes passèrent à Heippes pour regagner leur pays.

### Les Hospitaliers
Heippes n'apparaît pas dans l'histoire de l'Antiquité ni du bas Moyen Âge. Ce n'est qu'en 1183 qu'il est mentionné dans la donation de l'alleu de Heippes que faisait Raoul Ier de Clermont dit Le Roux aux Hospitaliers de l'ordre de Saint-Jean de Jérusalem.

## Politique et administration
- Avant 1789, Heippes était du Barrois mouvant, bailliage et prévôté de Bar ; une faible partie dépendait de la prévôté de Souilly.
- Depuis 1790, il a toujours appartenu au canton de Souilly, arrondissement de Verdun ; de même qu’au point de vue spirituel, la paroisse fut toujours de l’évêché de Verdun, doyenné de Souilly.
- En 1792, le maire se nommait Narat, les officiers municipaux Tonnelier et Masson, le greffier Simon et le curé Viard.

## Population et société

### Démographie
L'évolution du nombre d'habitants est connue à travers les recensements de la population effectués dans la commune depuis 1793. Pour les communes de moins de 10 000 habitants, une enquête de recensement portant sur toute la population est réalisée tous les cinq ans, les populations de référence des années intermédiaires étant quant à elles estimées par interpolation ou extrapolation. Pour la commune, le premier recensement exhaustif entrant dans le cadre du nouveau dispositif a été réalisé en 2007.

En 2022, la commune comptait 83 habitants, en évolution de +10,67 % par rapport à 2016 (Meuse : −4,4 %, France hors Mayotte : +2,11 %).
| 1793 | 1800 | 1806 | 1821 | 1831 | 1836 | 1841 | 1846 | 1851 |
| ---- | ---- | ---- | ---- | ---- | ---- | ---- | ---- | ---- |
| 311  | 317  | 332  | 334  | 359  | 350  | 352  | 355  | 371  |

| 1856 | 1861 | 1866 | 1872 | 1876 | 1881 | 1886 | 1891 | 1896 |
| ---- | ---- | ---- | ---- | ---- | ---- | ---- | ---- | ---- |
| 328  | 322  | 291  | 259  | 272  | 275  | 276  | 255  | 245  |

| 1901 | 1906 | 1911 | 1921 | 1926 | 1931 | 1936 | 1946 | 1954 |
| ---- | ---- | ---- | ---- | ---- | ---- | ---- | ---- | ---- |
| 242  | 223  | 216  | 198  | 189  | 166  | 157  | 155  | 186  |

| 1962 | 1968 | 1975 | 1982 | 1990 | 1999 | 2006 | 2007 | 2012 |
| ---- | ---- | ---- | ---- | ---- | ---- | ---- | ---- | ---- |
| 146  | 138  | 118  | 109  | 86   | 76   | 73   | 72   | 72   |

| 2017 | 2022 | - | - | - | - | - | - | - |
| ---- | ---- | - | - | - | - | - | - | - |
| 76   | 83   | - | - | - | - | - | - | - |

## Économie
- Anciens métiers : sabotiers, « tixiers » sur toile.
- Autrefois, le surnom patois des habitants de Heippes était surnommés les « Gaillots » (les chevraux). Le 2 mai 2008, la cour de l'ancienne école accueillait Jean Sucquet à l'occasion de la sortie de son livre « Les bonheurs d'un Gaillot ». En effet, le fils de l'ancien instituteur relate dans cet ouvrage, avec beaucoup d'humour et d'anecdotes, son enfance heureuse à Heippes entre 1922 et 1933.

## Culture locale et patrimoine

### Lieux et monuments

#### Lieux
- Sur le territoire de Heippes se trouve l'ancien prieuré Saint-Pierre de Flabas (Xe siècle), converti en ferme et dont il restait des vestiges de la chapelle jusqu'au milieu des années 1980. Il fut fondé en 1317, c’était une dépendance de l'ordre de Cluny puis de l'ordre de Saint-Jean de Jérusalem. La chapelle, sous le vocable de Saint-Pierre, porte une inscription sur pierre gravée en 1508, donnant le nom de frère Guillaume Le Fêvre, prieur de Saint-Pierre de Flabas qui la fit édifier. Cette inscription de fondation du prieuré Saint-Pierre de Flabas, a été restaurée et bénie le 30 septembre 2007 par Mgr François Maupu, évêque de Verdun dans l'église du village. Non loin de Flabas se trouvait la fontaine de Saint-Pierre entourée de la forêt domaniale du Prieuré et du bois communal de Châtel-Bois. À ce propos, on comprend mieux pourquoi une autre fontaine s’appelle Paroisse-Fontaine et fut la principale source qui alimenta le village jusqu'en 2002.
- Ancienne gare de la Compagnie Meusienne de Chemins de Fer, inaugurée en mai 1895 où s'arrêtait Le « Meusien », également appelé Le « Varinot », du nom de Charles Varinot, son inventeur ou encore le Tacot. Cette station qui s'appelait « Heippes - Benoîte-Vaux » devait son nom par la proximité du fameux pèlerinage. Aujourd'hui remplacée par la gare de Meuse TGV, située à 3 km.
- Il y avait aussi la Warge (signifie « ivraie »), qui était le siège d’une commanderie de l'ordre de Saint-Jean de Jérusalem, le plus ancien et le plus célèbre des ordres religieux des croisades. Cette commanderie était installée dans l'ancienne ferme appartenant à la commanderie des Hospitaliers de l'Ordre de Gelucourt près de Dieuze (Moselle), elle-même ancienne cense, qui collectait les impôts dus au seigneur. Cette ferme, dont il ne reste plus rien, fut vendue comme bien national en 1793 pour 16 000 livres. Seul, le commandeur de Gelucourt nommait le curé de Heippes, sans en référer à l’évêque.
- Vestiges du diverticule (voie romaine secondaire) de Verdun à Fains-les-Sources.

Autres lieux
- La côte à moulin (disparu carte 1699, Le Toulois)
- La Vaux la Dame
- La forêt communale de Dahaie (toponyme du XIIe siècle)
- Le bois Chardin (ancien nom Hattonlieu)
- Devant Gaut.

#### Monuments
- La mairie (où se trouvait l'ancienne école). C'est au cours de l'année 2011 et sous l'impulsion de Pascal Pierre, maire de la commune, que le bâtiment a été entièrement transformé pour permettre l'accessibilité aux PMR (personne à mobilité réduite). Alors que le secrétariat de mairie et la salle du conseil ont été installés au rez-de-chaussée, deux beaux appartements T3 en duplex ont été aménagés à l'étage et dans les combles. Cette ancienne bâtisse, située au cœur du village, a été réhabilitée de la cave au grenier, selon les principes BBC (bâtiment basse consommation).
- L'église, construite sans style en 1786 sous le vocable de l'Assomption de la Vierge (15 août). Bénite le 7 janvier 1787, l'acte de bénédiction de l'église dit expressément que cet édifice fut construit aux frais de frère Louis Mayeur de Mussey, chevalier de l'ordre de Saint-Jean de Jérusalem (une croix de Malte sur l'autel central, le rappelle). Le 14 août 1787, eut lieu à Heippes, la bénédiction d'une cloche ; le parrain fut frère Pierre-Paul Grech commandeur de Gelucourt, patron et collateur de la cure. Trop petite pour accueillir tous les villageois, elle fut agrandie et restaurée vers 1835.
- Le monument aux morts est édifié en 1920 entre l'église et la Voie Sacrée.
- Le lavoir communal du XIXe siècle dont la charpente très caractéristique supporte une toiture de zinc
- La fontaine adossée au lavoir avec son bassin en demi-lune restauré en 2008.
- Le gayoir du XIXe siècle construit en 1882, qui servait à laver les chevaux au retour des travaux des champs et couramment appelé « le Gué » par les habitants.
- L'ancien château féodal édifié par les ducs de Bar dont une aile est devenue ferme agricole. On ignore la date de construction du château, qui semble avoir été la maison forte du village. Il possédait deux ailes et deux tours carrées, rasées à hauteur des murs de l’habitation et à l'intérieur il y avait une cheminée monumentale. Jusqu’en 1790, il était doté d’une chapelle desservie par un chapelain.
- Le cimetière de Pérignon, stèle d'un ancien maire et conseiller général (cf. paragraphe « Personnalités ») et de sa famille qui est située à 80 mètres à gauche après la sortie du village sur la Voie Sacrée en direction de Bar-le-Duc.

#### La croix de la Côte à Moulin
Cette grande Croix de bois fut gravée par les sapeurs du 7e régiment du génie (7e RG) qui l'érigèrent au Signal d'Heippes le 4 avril 1915, jour de Pâques, en commémoration des sanglants combats du 6 au 12 septembre 1914 sur l'aile droite de la première bataille de la Marne opposant les unités françaises de la IIIe Armée commandée par le  général Sarrail et les troupes allemandes du Kronprinz impérial.
- Gravures côté nord : ÉFFIGIE EN ARMURE ET MAIN GAUCHE LEVÉE de la sculpture "Le départ des volontaires" de François Rude / AILE DROITE DE LA BATAILLE DE LA MARNE / COMBATS DE BEAUZÉE SERAUCOURT Bois BLANDIN St ANDRÉ IPPÉCOURT HEIPPES SOUILLY Bois LANDLUT ISSONCOURT MONDRECOURT RIGNAUCOURT / ARMOIRIES DES DUCS DE LORRAINE ET DE BAR.
- Gravures côté sud : MÉDAILLE MILITAIRE / AUX SOLDATS DE FRANCE MORTS POUR LA PATRIE 6-12 SEP. 1914 / 65-DR 311-RI 312-RI 203-RI 341-RI 34-RIC 38-RIC 55-RAC 2-RAM / 75-DR 240-RI 258-RI 255-RI 261-RI 42-RIC 44-RIC 19-RAC 38-RAC / UN SOLEIL COIFFANT LES ÉCUSSONS LANGUEDOC ET PROVENCE (Régions d'origine des régiments gravés).

Cette croix est le premier monument érigé au cours de la Grande Guerre. Pour réparer l'outrage des années, elle fut d'abord restaurée en 1966 avec l'aide du Souvenir français (Architecte des Bâtiments de France: M. Dimitri PANORYIA de Verdun - Sculpteur: M. Claude MICHEL de Triaucourt). Cette première restauration la fit plus haute afin de lui donner une allure plus élancée que l'originale, ce qui suscita une polémique au sein du conseil municipal. À la suite de sa casse provoquée par les vents violents de la tempête Lothar de décembre 1999, elle fut de nouveau restaurée en 2000 et également soutenue par Le Souvenir français.
NOTA : en 2008, en comparant avec des photos d'époque, Pascal Pierre, maire de la commune, a remarqué qu'après la restauration de 2000, la Croix avait été repositionnée inversée de 180° par rapport à son orientation d'origine. En août 2014, elle a été déposée pour être restaurée en vue de la cérémonie du 6 septembre 2014 de célébration du centenaire des combats de la Côte à Moulin et a été replacée dans sa position originale.
Le 4 avril 2015, afin de célébrer le centenaire de sa pose (4 avril 1915 - Jour de Pâques), une cérémonie s'est déroulée au pied de la croix sous la présidence du colonel Jacques Mienville, DMD (délégué militaire départemental) de la Meuse avec la participation d'un piquet d'honneur du SEA (Service des essences des armées) pour l'ALAT (Aviation légère de l'Armée de terre) sur la base aérienne d'Étain Rouvres et en présence de Mgr Jean-Paul Gusching, évêque de Verdun, qui a béni la croix de la Cote à Moulin.

### Personnalités liées à la commune
- Ernest Langlois, né le 4 septembre 1857 à Heippes et mort le 15 juillet 1924 à Lille, fut un éminent historien et médiéviste français. Chevalier de la Légion d'honneur par décret du 30 septembre 1920.
- Charles Flachaire (1887-1914), homme de lettres inscrit au Panthéon parmi les 560 écrivains morts pour la France

### Héraldique
| Blason de Heippes | Blason  | De gueules à la tête de chevreau arrachée d'argent ; Mantelé ondé parti : à dextre d'azur à une croix de Malte d'or, à senestre d'or à une croix latine aiguisée, au pied perronné, de gueules. |
| Blason de Heippes | Détails | Création de R.A. Louis et D. Lacorde avec les conseils de la Commission Héraldique de l'UCGL. Adopté par la commune en octobre 2014.                                                            |